# Andrew Siegel
Andrew Francis Siegel (* 1950) ist ein US-amerikanischer Statistiker und Wirtschaftswissenschaftler.

## Werdegang, Forschung und Lehre
Siegel studierte zunächst an der Boston University, an der er 1973 als Bachelor of Arts graduierte. Anschließend setzte er sein Studium an der Stanford University fort. Dort schloss er zunächst 1975 als Master of Science ab, ehe er 1977 mit seiner von Herbert Solomon betreuten Ph.D.-Arbeit in Statistik unter dem Titel Random Space Filling and Moments of Coverage in Geometrical Probability abschloss. Anschließend gehörte er als Assistant Professor zunächst zum akademischen Personal der University of Wisconsin–Madison und ab 1979 der Princeton University. 1983 wechselte er an die University of Washington, wo er später zum ordentlichen Professor berufen wurde.
Siegels Arbeits- und Forschungsschwerpunkte liegen im Bereich der Anwendung statistischer Methoden für die Beschreibung von Kapitalmärkten und Kapitalmarktinstrumenten wie z. B. dem Asset pricing sowie Verfahren der Datenanalyse und des Data-Minings. Dabei setzt er sich unter anderem mit Zinsstrukturkurven, Portfoliobildung und -optimierung bei Schätzungsunsicherheiten sowie biotechnologischen Prozessen auseinander. Besonders ist er für seine Zusammenarbeit mit Charles Nelson zur stochastischen Ermittlung der Zinsstruktur bekannt.

## Publikationen
- Joseph P. Romano, Andrew F. Siegel: Counterexamples in Probability and Statistics. Chapman & Hall, New York / London 1986, ISBN 0-412-98901-8.